# Nicolò Renna
Nicolò Renna (Rovereto, 1º maggio 2001) è un velista italiano.

## Biografia
Nicolò Renna comincia a praticare la vela agonistica fin dalla giovane età, presso il Circolo Surf Torbole (sul Lago di Garda) gestito dai genitori.
Nel 2018 conquista l'argento alle olimpiadi giovanili di Buenos Aires.
Comincia a ottenere risultati a livello mondiale con il passaggio all'IQ Foil, tavola a vela che sostituisce l'RS:X nel programma olimpico dopo le Olimpiadi di Tokyo.
Nel 2022 vince l'argento europeo nelle acque del lago di Garda, podio bissato l'anno successivo con il titolo europeo a Patras. A livello mondiale conquista il bronzo nel 2023 a L'Aia, risultato che gli permette di ottenere anche il pass olimpico per i Giochi di Parigi 2024. All'inizio dell'anno olimpico si laurea campione del mondo ai mondiali di Lanzarote.

## Palmarès

### Mondiali
- 2 medaglie
  - 1 oro (Lanzarote 2024)
  - 2 bronzi (L'Aia 2023; Aarhus 2025)

### Europei
- 2 medaglie
  - 1 oro (Patras 2023)
  - 1 argento (Torbole 2022)

### Giochi Olimpici Giovanili
- 1 medaglia
  - 1 argento (Buenos Aires 2018)